# Fabian McCarthy
Fabian McCarthy (13 de maio de 1977) é um ex-futebolista profissional sul-africano que atuava como defensor.

## Carreira
Fabian McCarthy representou a Seleção Sul-Africana de Futebol, nas Olimpíadas de 2000. 